# Laparotomie

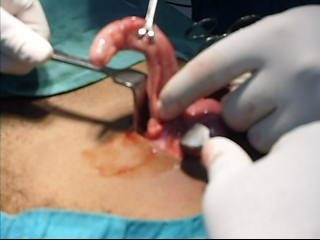
Zanícený apendix vypreparovaný ze střídavého řezu

Laparotomie je pojem označující chirurgické otevření dutiny břišní.
Podle vedení řezu se rozližuje několik druhů laparotomie:
- horní střední laparotomie - svislý řez je veden ve střední čáře nad pupkem, z řezu je přístupný žaludek, dvanáctník a žlučové cesty
- dolní střední laparotomie - svislý řez je veden ve střední čáře pod pupkem, z řezu jsou dobře přístupná střeva, méně se využívá i v přístupu např. k děloze
- lumbotomie - řez při operaci ledvin, vede se na zádech nad operovanou ledvinou, paralelně s žebry
- šikmý řez v pravém podžebří - játra, žlučník
- pararektální řez - svislý řez vedený podél přímého břišního svalu (lat. musculus rectus abdominis - proto pararektální)
- transrektální řez- svislý řez vedený mezi vlákny přímého břišního svalu
- řez nad tříselným vazem - tříselná kýla
- střídavý řez v pravém podbřišku - jednotlivé vrstvy břišní stěny se protínají vždy ve směru probíhajících svalových nebo vazivových vláken
- Pfanestielův řez - víceméně vodorovný řez vedený obloukem nad sponou stydkou, používá se zejm. u gynekologických operací

Mnohé výkony, které se dříve prováděly zásadně z laparotomického přístupu, se dnes s výhodou provádějí laparoskopicky. Výhodou laparotomie je přehlednější terén pro operujícího chirurga a tedy možnost rozsáhlejších výkonů nebo snadného přehledu celé oblasti. Mezi výhody laparotomie by se mohla zařadit i menší anesteziologická zátěž operovaného. Nevýhodou laparotomie je větší rozsah výkonu a z toho plynoucí delší doba rekonvalescence. Uvádí se, že ve srovnání s laparoskopiskými výkony je u laparotomie vyšší riziko infekčních komplikací. Vzhledem k omezení laparoskopie se při prakticky každém laparoskopiském výkonu počítá s tím, že vlivem okolností může být nutná konverze na laparotomii.